# Moloso del Epiro
 El Moloso del Epiro (en griego: Μολοσσός της Ηπείρου; en albanés: Molosat Shqiptare) es una antigua raza griega-albanesa de perros guardianes del ganado, del tipo montaña, con origen el Epiro (Grecia) y Albania.

## Historia
El Moloso del Epiro fue desarrollado por los molosos, una tribu griega antigua de las regiones montañosas del norte de Grecia. La raza fue desarrollada como un perro de guerra, así como un guardián del ganado. Más tarde, Alejandro Magno llevó esos perros en sus famosas expediciones.
El Moloso de Epiro es una raza de perro reconocida por el Kennel Club de Grecia (Κυνολογικό Όμιλο Ελλάδος), pero también existen otras razas molosoides griegas aún no reconocidas. Hay también un club especializado en la raza, fundado en 2006, el Diasostikós Ómilos Molosú tis Ipíru (Διασωστικός Όμιλος Μολοσσού της Ηπείρου), creado para rescatar y preservar esta raza antigua con una población saludable y genéticamente viable.